# Un uomo (romanzo)
Un uomo è un romanzo di Oriana Fallaci che narra la relazione della scrittrice con Alekos Panagulis, giovane greco che aveva tentato di uccidere il dittatore greco Geōrgios Papadopoulos. Il libro è scritto in forma di romanzo, rievocando l'infuocato, complicato e tempestoso rapporto con Panagoulis, sulla cui prematura fine Fallaci scorge l'azione di una vasta cospirazione, un punto di vista condiviso da molti greci.
Nel 1979, nell'ambito del Premio Viareggio, il libro vinse il "Premio Speciale del Presidente".

## Trama
"... La solita tragedia dell'individuo che non si adegua, che non si rassegna, che pensa con la propria testa, e per questo muore ucciso da tutti. Eccola, e tu mio unico interlocutore possibile, laggiù sottoterra, mentre l'orologio senza lancette segna il cammino della memoria."
La storia prende avvio dal tentativo da parte del giovane studente di ingegneria, Alekos Panagulis, di uccidere il tiranno della Grecia Geōrgios Papadopoulos.
Nonostante le numerose precauzioni il tentativo di attentato fallisce ed Alekos viene catturato, torturato e poi condannato a morte.
Nei mesi a seguire la sentenza viene rinviata più volte e infine mai eseguita perché nel mentre, in Grecia e all'estero, il caso ha assunto una certa rilevanza mediatica e l'uccisione di Alekos comporterebbe un grave danno d'immagine al regime.
In questa situazione Panagulis continua segretamente ad essere torturato ma non mostra mai intenzione di piegarsi alle volontà dei suoi carcerieri e di divenire collaboratore della dittatura. Durante la prigionia tenta più volte di evadere dal carcere di Boiati, dove è stato rinchiuso, ma tutti i tentativi vanno a vuoto. Negli ultimi due anni di carcerazione, come ulteriore tortura, è imprigionato in una cella grande pochi metri quadrati costruita appositamente per lui e denominata "La Tomba" proprio perché di forma e dimensioni simile ad un piccolo sepolcro. Esposto alle intemperie, isolato, costretto in uno spazio limitato e sottoposto periodicamente a torture, dopo anni di prigionia e maltrattamenti tornerà libero a seguito della grazia ricevuta dalla finta democrazia che si instaura alla caduta del regime di Papadopoulos. Qualche giorno dopo incontrerà la Fallaci che si è recata a fargli visita per intervistarlo. Da quell'incontro, prenderà avvio la loro storia d'amore che durerà fino alla sua morte.
Uscito di prigione, Panagulis, per la sua figura, viene conteso dalla destra e dalla sinistra ma si rende conto che l'attuale democrazia è una finta e capisce che il parlamento è soggiogato (seppur indirettamente) dal potere della dittatura militare ora rappresentata da un nuovo colonnello.
Durante questo primo periodo immagina progetti sovversivi contro il nuovo tiranno ma si scontrerà con l'omertà e l'ignavia del popolo e degli attivisti che lentamente cominceranno a dimenticarlo e che, nell'illusione della democrazia, cominceranno a preferirgli gli schemi dei partiti politici.
Nei mesi a seguire i due, sorvegliati dai servizi segreti, riescono con una rocambolesca beffa a scappare in Italia. Lì, cercano aiuto nei politici italiani ed europei nel vano tentativo di rovesciare il dittatore greco. In Italia matura definitivamente l'amore tra Panagulis e la Fallaci, tant'è che lei rimane incinta ma perde il bambino in un litigio proprio con lui. La storia d'amore attraversa fasi alterne di idilliaca gioia e di allontanamento fra i due.
Qualche tempo dopo Panagulis si rende conto che dall'estero non ha potere di cambiare la situazione in Grecia e quindi nonostante tutto decide di ritornare in patria. Rientrato, Panagulis tenta di fondare un proprio partito politico ma la sua iniziativa fallisce e si piega ad entrare a far parte di un partito politico esistente. Poiché non vuole schierarsi con la destra che è al governo e che è direttamente controllata dalla dittatura e non vuole schierarsi con la sinistra che vuole indottrinare le sue idee fino ad allinearle a quelle del partito, decide di unirsi alla fazione più debole: l'Unione del Centro - Nuove forze. Con questo partito, riuscirà a farsi eleggere deputato. Anche qui però non riesce a restare dentro le rigide logiche dello schema e diviene in pratica una sua scheggia impazzita ed indipendente. Tormentato dall'idea dello storico susseguirsi del potere che cambia forma ma mai natura e che in un modo o nell'altro attrae e soggioga la natura dell'essere umano, Panagulis occuperà gli anni a venire tentando di raccogliere documenti e testimonianze per mostrare la natura corrotta dell'apparente democrazia greca. Sarà in questo periodo che riuscirà ad impossessarsi di numerosi documenti dei servizi segreti greci e sarà in questo periodo che si metterà in aperta ostilità con colui che ora regge le fila della nuova dittatura, il ministro della difesa Evangelos Averoff. 
Sarà quando Panagulis comincerà a rilasciare i documenti segreti che verrà ucciso in un inseguimento automobilistico che culminerà in un incidente stradale causato da due sicari alla guida di due differenti auto.
Nei mesi immediatamente successivi alla morte di Panagulis il governo greco non supporterà l'evidenza dell'omicidio e dichiarerà che si è trattato solo di un tragico incidente. Rilasciando tali dichiarazioni il governo greco ignorerà completamente le perizie italiane effettuate sull'automobile di Panagulis (che mostra i chiari segni degli speronamenti e dei tamponamenti), ignorerà i racconti dei testimoni ed archivierà inequivocabili prove. Successivamente, per screditare l'opera di pubblicazione dei documenti segreti di Panagulis, il governo pubblicherà una versione revisionata degli stessi omettendo quelli più compromettenti e pubblicando esclusivamente i più innocui eventualmente riservandosi il diritto di modificare nomi e date.
Il libro si conclude con il funerale di Panagulis accompagnato dalle grida dell'enorme massa di persone che urlano: "Zi! Zi! Zi!" (Vive! Vive! Vive!), segno che l'evidenza dell'omicidio ha temporaneamente aperto gli occhi al popolo che ora percependo la verità potrà far vacillare l'attuale potere prima che la ciclicità della storia si ripeta e se ne costituisca uno nuovo.
Negli ultimi mesi della sua vita, Panagulis insistette con la scrittrice affinché lei scrivesse un libro sulla sua vita, una volta morto. L'autrice adempie pienamente a questo compito, traducendo in una storia romanzata la fiaba dell'eroe che si batte per la libertà, per la verità, contro tutte le dittature e contro il Potere, di qualunque colore esso sia.
Riutilizzando parte delle parole usate dall'autrice possiamo affermare che il libro racconta le vicende di un uomo che si batte per degli ideali di libertà e verità e che inesorabilmente cade vittima del conformismo (il potere) e del conformismo dell'anticonformismo (l'antipotere) che in quanto tali non riconoscono l'essere umano inteso come individuo ma lo riconoscono solo come appartenente alle masse da schematizzare e indottrinare e che pertanto sono ben lontani dai concetti di libertà e verità cui spesso si fanno promulgatori.

## Curiosità
Tra gli anni 80 e 90 alcuni tentativi di trarne una trasposizione cinematografica svanirono per l'opposizione della Fallaci. Nel 2021 il nipote dell'autrice, Edoardo Perazzi, erede e detentore dei diritti d'autore delle opere della Fallaci, annunciò la preparazione di una serie televisiva tratta del romanzo, realizzata da una casa di produzione americana in lingua originale inglese.

## Edizioni
- Un uomo, Collana Saggi italiani, Rizzoli, Milano, I ed. luglio 1979, pp. 458.
- Un uomo, Collana Superpocket.Bestseller, Superpocket, Milano, 1997.
- Un uomo, Collana Opere di Oriana Fallaci, BUR, Milano, 2000, ISBN 978-88-17-15377-5.
- Un uomo, Prefazione di Domenico Procacci, Collana Opere di Oriana Fallaci, BUR, Milano, 2010, ISBN 978-88-17-04443-1, pp. IX-645.
- Un uomo, Collana best Bur, BUR, Milano, 2014, ISBN 978-88-17-07766-8.